# Hexatoma neognava
Hexatoma neognava är en tvåvingeart som beskrevs av Alexander 1971. Hexatoma neognava ingår i släktet Hexatoma och familjen småharkrankar. Inga underarter finns listade i Catalogue of Life.